# Layer-3-Switch
Ein Layer-3-Switch liest die Ziel-IP aus dem Header des IP-Pakets und leitet es zum richtigen Port, er routet also auf OSI-Layer-3. Ein Layer-4-Switch kann auch andere Informationen aus dem Header verwenden. Ein Layer-2-Switch hingegen leitet die Datenpakete auf Basis der MAC-Adressen (OSI-Layer-2) weiter.
Layer-3-Switche sind damit zwischen einem Router und Switch angesiedelt, sie können einzelne Ports verschiedenen Domänen (Subnetzen) zuordnen und innerhalb dieser Domänen als Switch arbeiten, zusätzlich beherrscht er aber auch das Routing zwischen diesen Domänen (mitsamt den dazu notwendigen Routingprotokollen).
Layer-3-Switches sind meist weiterentwickelte Hochleistungs-Switches, welche um IP-Routing-Funktionalität erweitert wurden (und umgekehrt). Einsatzorte dafür sind Bereiche, an denen vor allem eine hohe Leistung (hoher Datendurchsatz des Routers) gefordert wird. Die Betonung der Switch-Funktionalität hat ihre Wurzeln im Marketing der 1990er: Man wolle nicht mit (laut Marketingüberzeugungen) altmodischen, komplizierten und schwerfälligen Routern (und deren Herstellern) in Verbindung gebracht werden.

## Funktion
Beim Routing wird die Forwardingentscheidung anhand einer OSI-Layer-3 Information, etwa einer IP-Adresse, getroffen. Beim Switching hingegen, einer hardwareunterstützten Paketverarbeitung, werden die Datenpakete auf Basis von MAC-Adressen (OSI-Layer-2) weitergeleitet. Beim Switching handelt es sich mehr oder weniger um einen umgangssprachlichen Begriff ohne saubere Abgrenzung zu (Multiport-)Bridges. Ein Layer-3-Switch kann beides, er kann einzelne Ports verschiedenen Domänen (Subnetzen) zuordnen und innerhalb dieser Domänen als Switch arbeiten, zusätzlich beherrscht er aber auch das Routing zwischen diesen Domänen (mitsamt den dazu notwendigen Routingprotokollen).

## BRouter
Geräte, die die Funktion von Bridges und Routern vereinen, nennt man auch BRouter. Ein Layer-3-Switch ist jedoch nicht dasselbe, da er in der Regel beispielsweise die Multiprotokoll-Funktionalität einer Bridge nicht implementiert.

## Aufbau
Da Router und (Store-and-Forward-)Switches etwas ganz ähnliches tun (sie empfangen und speichern Pakete, treffen Entscheidungen und leiten dann die Pakete weiter), lag es auf der Hand, dass die Hersteller kombinierte Geräte entwickeln würden. Aus der Abstammung der Hersteller ergeben sich zwei grundlegende Arten des Aufbaus, entweder ist es ein durch Einsatz spezifischer Hardware (ASICs) beschleunigter Router oder ein in seiner Funktionalität erweiterter Switch. Bei einigen Herstellern können Switches optional durch spezielle, in Erweiterungsports steckbare Module um Routingfunktionen erweitert werden (z. B. 3Com SuperStack 3300). Für andere Systeme sind optionale Firmware-Erweiterungen erhältlich.
Besonders deutlich (im positiven wie im negativen Sinne) wird das Konzept des Layer-3-Switches bei alten Modellen der modularen Catalyst-Serie des Herstellers Cisco: Ursprünglich als reine Layer-2-Switches mit eigenem Betriebssystem (CatOS) und modular skalierbarer Portdichte konzipiert, konnten diese Geräte damals durch nachträglichen Einbau eines sog. Routing-Moduls in die Lage versetzt werden, auf bestimmten Ports (oder auch Portgruppen) direkt zu routen. Dies bedeutete vereinfacht gesagt, dass bestimmte Ports des Switches nun nicht mehr die bisherige „switchende“, sondern eine „routende“ Eigenschaft aufwiesen, d. h., das Gerät konnte direkt das Internet-Protokoll mit an diesem routenden Port angeschlossenen Geräten sprechen. Es war damit auf jedem routenden Port (bzw. Portgruppe) nun mit einer eigenen IP-Adresse innerhalb der an diesen Ports angeschlossenen IP-Netze erreichbar und vermittelte nur noch über den IP-Layer 3 zwischen diesen und anderen routenden Ports auf dem Gerät.
In der Praxis sah dieses Szenario derart aus, dass mit der Verwendung des Router-Moduls im Switch plötzlich zwei (mehr oder weniger) getrennte Geräte in einem Chassis in Betrieb genommen wurden: Der eigentliche reine Layer-2-Switch (nach wie vor mit CatOS-Betriebssystem), nun aber noch ein zusätzliches Layer-3-Routing-Modul mit eigener CPU und dem eigenen Betriebssystem Internetwork Operating System (IOS). Die Aufgabenteilung zwischen beiden Subsystemen war ursprünglich strikt getrennt: CatOS kümmerte sich um das Management von Layer 1 bis 2, IOS um das Routing auf Layer 3. Logisch gesehen kommunizierten beide Teilsysteme über eine Art virtuelle LAN-Verbindungen untereinander, physisch aber benutzten sie zur Kommunikation ursprünglich nur die Backplane des gemeinsamen Chassis', so dass die Gesamtperformance (zu Anfang) nicht mit der von „reinen“ Routern mithalten konnte.
Dieses Konzept des Zusammenspiels von CatOS und IOS wurde in der Cisco-Marketing-Welt als „Hybrid-Modus“ bekannt, doch gerade bei diesem Konzept wird die Bezeichnung „Layer-3-Switch“ besonders deutlich: Im Kern ist solch ein Gerät nach wie vor ein Switch, der Routeraufbau wurde letztendlich nur als eine Art „Überbau“ hinzugefügt.
Dieses Verfahren wurde vom Hersteller im Laufe der Zeit stark weiterentwickelt und modifiziert – die heutigen modernen Geräte der modularen Catalyst-Serie laufen einzig und allein mit dem Betriebssystem IOS (d. h. im „native-mode“), ebenso wurden die beiden Komponenten weitestgehend miteinander verschmolzen, so dass moderne Geräte dieser Serie nun ohne Probleme auch über mehrere 10-Gigabit-Ports routen oder switchen können. Je nach Einsatzzweck und Ausbaustufe kann man ein derartiges Gerät daher heutzutage problemlos sowohl als reinen Router als auch als reinen Switch als auch als eine Mischform ordern und betreiben, was immer noch hin und wieder für Verwirrung bei potentiellen Kunden führt.
Hersteller der Konkurrenz verweisen somit gerne auf die „gewachsenen“ Strukturen dieser Geräte, während Cisco selbst die hohe Flexibilität und Performance seiner Catalyst-Serie preist.

## Besonderheiten

### Cut-Through und Store-&-Forward
Neben der zusätzlichen Switching-Funktionalität kann ein Layer-3-Switch im Gegensatz zum klassischen Router schon mit der Weiterleitung eines gerouteten Pakets beginnen, bevor dieses vollständig eingelesen wurde, entsprechend einem Switch im Cut-Through-Betriebsmodus. Geräte dieser Bauform besitzen am Markt jedoch keinerlei Bedeutung, nahezu alle Geräte arbeiten in der bewährten Store-&-Forward-Betriebsart.

### Route Caching
Layer-3-Switches im oberen Leistungssegment beherrschen je nach Hersteller und Modell zusätzlich einen leistungsoptimierten Routing-Hybridmodus, der auch als Route Caching oder bei Cisco als Multilayer Switching (MLS) bezeichnet wird. Hierbei trifft der Router des Layer-3-Switches die Entscheidung, wohin ein Paket weitergeleitet werden soll, nur beim ersten Paket einer Paketabfolge. Die ermittelte Route (~Ziel MAC-Adresse des nächsten Routers) wird dann, ähnlich wie beim Switching, in einer Tabelle hinterlegt und für alle nachfolgenden Pakete mit gleichem Ziel benutzt. Nachfolgende Pakete erhalten also sofort durch die Switching-Engine des Layer-3-Switches die gleiche Ziel MAC-Adresse wie das erste Paket und werden direkt an den zugehörigen Ausgangsport geswitcht. Erst nach Sitzungsende, aber auch nach einem Timeout oder bei Änderungen der Routingtabellen usw., wird erneut eine reguläre Routenentscheidung getroffen. Durch dieses Verfahren erreichen Layer-3-Switches besonders bei großen Routingtabellen enorm hohe Durchsatzraten, wie sie sonst nur für Layer-2-Switches typisch sind.